# 40 Возничего
40 Возничего (лат. 40 Aurigae, HD 41357) — двойная звезда в созвездии Возничего на расстоянии приблизительно 236 световых лет (около 108 парсеков) от Солнца. Видимая звёздная величина звезды — +5,345m. Орбитальный период — около 28,28 суток.

## Характеристики
Первый компонент — белая Am-звезда спектрального класса kA7hA9mF2 или A4m. Радиус — около 4,7 солнечных, светимость — около 67,735 солнечных. Эффективная температура — около 7640 К.